# Жабник пирамидальный
Жабник пирамидальный (лат. Filago pyramidata) — вид цветковых растений семейства Астровые (Asteraceae).

## Описание
Стебли до 44 см, прямостоячие, восходящие или прижаты[прояснить], простые или сильно разветвленные. Листья 3-25 х 1-5,5 мм, продолговатые или лопатчатые. Цветение и плодоношение с апреля по июль (август).

## Распространение
Родина: Северная Африка: Алжир, Ливия, Марокко, Тунис. Западная Азия: Кипр, Израиль, Иордания, Ливан, Сирия, Турция. Кавказ: Азербайджан, Армения, Грузия. Европа: Албания, Бельгия, Люксембург, Босния и Герцеговина, Великобритания, Болгария, Черногория, Хорватия, Франция, Германия, Греция, Швейцария, Испания, Андорра, Гибралтар, Италия, Португалия, Мальта, Македония, Сербия [вкл. Косово и Воеводина], Словения. В Северной Америке растение собрана в пн.-зап. Калифорнии и острова Сатурна, Британская Колумбия. Встречается в Крыму. Растет на песчаных или скалистых почвах или на крутых берегах.

## Галерея

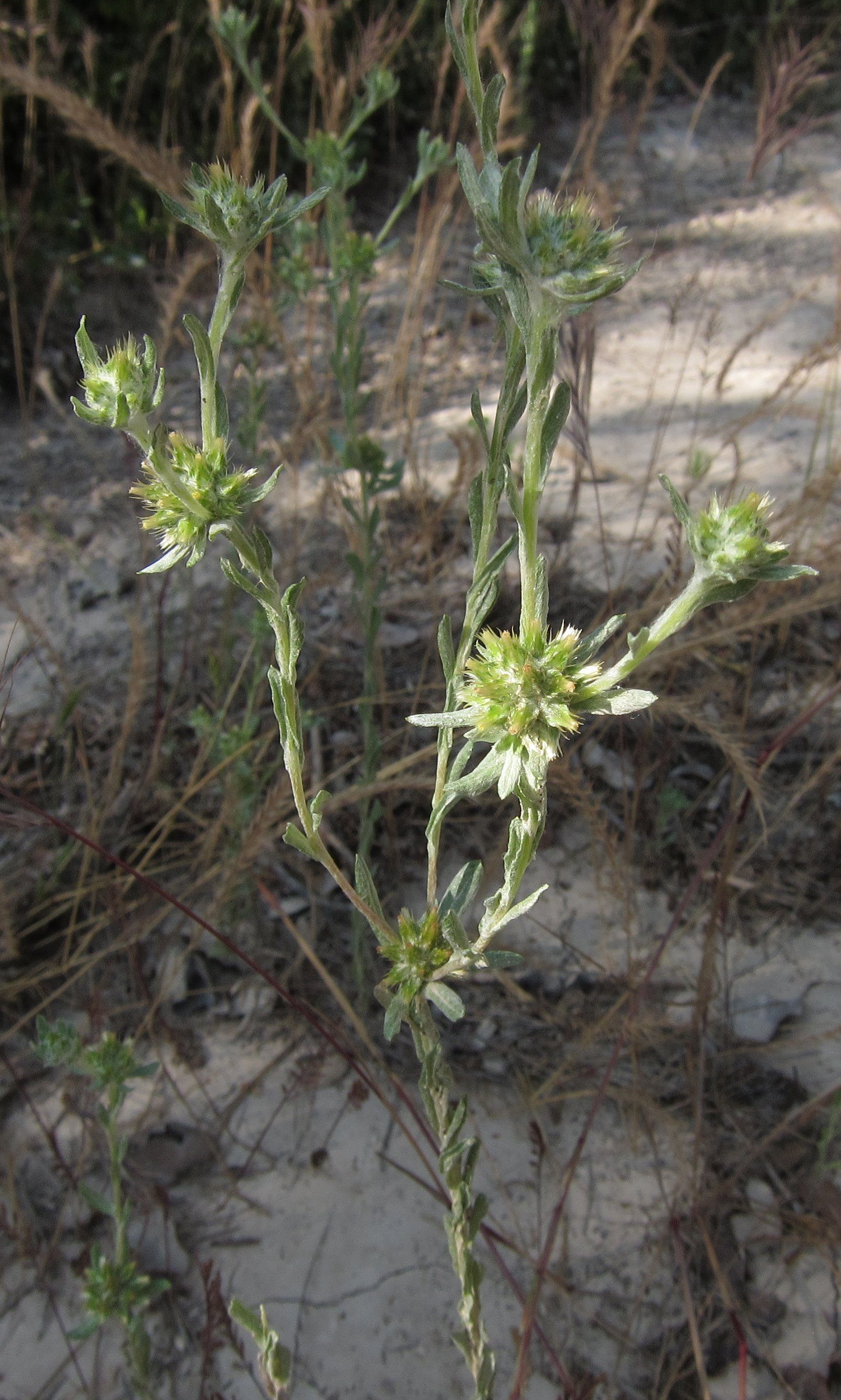
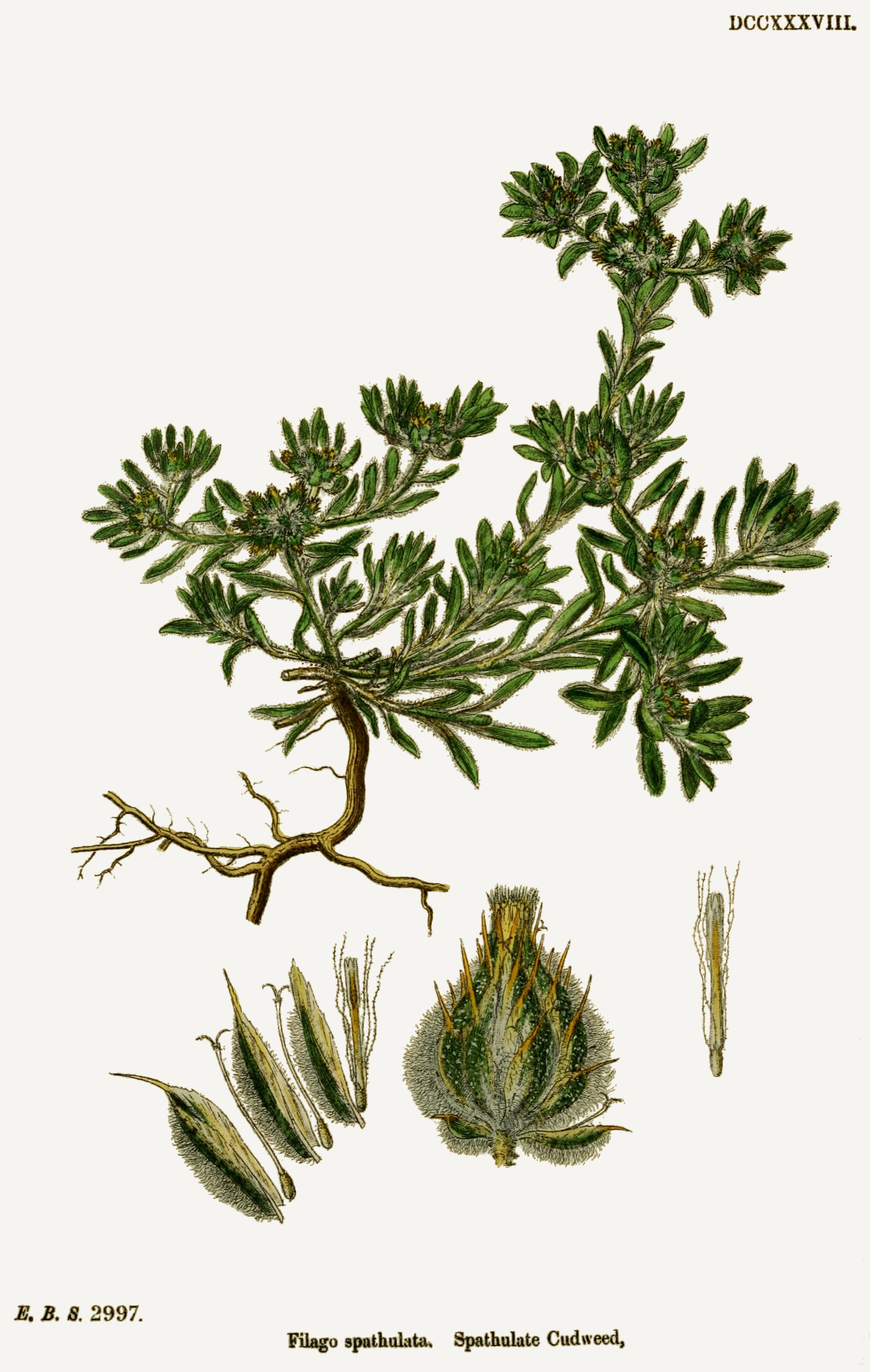